# شکایت (فیلم)
شکایت (لهستانی: Skarga) یک فیلم سیاسی لهستانی به کارگردانی یژی وویچیک است که در سال ۱۹۹۱ منتشر شد.

## گزیدهٔ بازیگران
- دانوتا شافلارسکا
- ماگدا تِـرِسا وویچیک
- مارک فرانتسکوویاک
- استانیسواف میخالسکی
- میروسواوا مارخلوک